# Alexander Freed
Pour les articles homonymes, voir Freed.
Œuvres principales
- Rogue One: A Star Wars Story
- Twilight Company
- L'Escadron Alphabet

Alexander Freed, né aux États-Unis, est un romancier, nouvelliste, scénariste de comics et concepteur de jeu vidéo américain, spécialisé en science-fiction.

## Œuvres littéraires

### UniversStar Wars

#### SérieL'Escadron Alphabet
1. L'Escadron Alphabet, Pocket, coll. « Star Wars » no 167, 2020 ((en) Alphabet Squadron, 2019), trad. Thierry Arson, 608 p.  (ISBN 978-2-266-30607-2)
2. Où l'ombre s'abat, Pocket, coll. « Star Wars » no 182, 2021 ((en) Shadow Fall, 2020), trad. Thierry Arson, 576 p.  (ISBN 978-2-266-31605-7)
3. Le Prix de la victoire, Pocket, coll. « Star Wars » no 191, 2022 ((en) Victory's Price, 2021), trad. Thierry Arson, 672 p.  (ISBN 978-2-266-32497-7)

#### SérieBattlefront
Le second tome de cette série a été écrit par Christie Golden.
1. Twilight Company, Pocket, coll. « Star Wars » no 162, 2018 ((en) Twilight Company, 2015), trad. Sandy Julien, 528 p.  (ISBN 978-2-266-28491-2)

#### SérieLe Règne de l'Empire
1. Le Masque de la peur, Pocket, coll. « Star Wars » no 212, 2025 ((en) The Mask of Fear, 2025), trad. Julien Bétan, 672 p.  (ISBN 978-2-266-35159-1)À paraître le 28 août 2025

#### Novélisation de films
- Rogue One: A Star Wars Story, Fleuve, 2017 ((en) Rogue One, 2016), trad. Nicolas Ancion et Axelle Demoulin, 368 p.  (ISBN 978-2-265-11704-4)Réédition, Pocket, coll. « Star Wars » no 158, 2018 (ISBN 978-2-266-28356-4)

## Ludographie
- 2011 : Star Wars: The Old Republic : scénariste
- 2016 : The Banner Saga 2 : relecteur
- 2017 : Mass Effect: Andromeda : designer additionnel
- 2017 : Star Wars Battlefront II : scénariste
- 2019 : Anthem : designer additionnel